# Caryomys inez
Caryomys inez е вид бозайник от семейство Хомякови (Cricetidae).

## Разпространение
Видът е разпространен в Китай (Анхуей, Гансу, Нинся, Съчуан, Хубей, Хъбей, Хънан, Шанси и Шънси).